# Malpighia cubensis
Malpighia cubensis là một loài thực vật có hoa trong họ Malpighiaceae. Loài này được Kunth mô tả khoa học đầu tiên năm 1821.